# Nonea calycina
Nonea calycina là loài thực vật có hoa trong họ Mồ hôi. Loài này được (Roem. & Schult.) Selvi, Bigazzi, Hilger & Papini mô tả khoa học đầu tiên năm 2006.